# Manfred Rudhart
Manfred Rudhart (* 15. Oktober 1965 im Allgäu) ist ein deutscher Manager. Er war von 2013 bis Ende 2015 Vorstandsvorsitzender der DB Regio AG. Anschließend war er von 2016 bis 2021 Vorstandsvorsitzender von DB Arriva.

## Leben
Nach ersten Berufsjahren in der Forschung und Entwicklung von Laser-Anwendungen wurde Rudhart 1995 am Karlsruher Institut für Technologie (KIT)  promoviert. Ab 1996 arbeitete er für die Beratungsfirma Booz Allen Hamilton (heute Strategy&). Dort gehörte er 2002 bis 2007 der Geschäftsleitung des Düsseldorfer Büros an.
Zum 1. Januar 2008 wechselte Rudhart als Vorstand Finanzen und Controlling der DB Regio AG zur Deutschen Bahn. Am 14. Februar 2008 wurde er mit Wirkung zum folgenden Tag zum Mitglied des Aufsichtsrats der DB Regio NRW GmbH bestellt. 2013 wurde er Vorstandsvorsitzender der DB Regio.
Er übernahm diese Funktion von Frank Sennhenn, der im Mai 2013 als Vorstandsvorsitzender zu DB Netz wechselte.
Rudhart übernahm am 1. Januar 2016 den Vorsitz von DB Arriva. Als sein Nachfolger an der Spitze von DB Regio wurde Jörg Sandvoß bestimmt. Im Oktober 2020 gab er die Funktion ab.
Mitte 2021 schied Rudhart bei der Deutschen Bahn aus. Er ist seither „Seniorberater für öffentlichen Verkehr und Infrastruktur“.

## Trivia
Rudhart wohnt bei Frankfurt, ist verheiratet und hat zwei Kinder.